# NGC 704
NGC 704 je galaksija u zviježđu Andromeda.

## Vanjske poveznice
- SEDS: NGC 704